# Ube
Ube (宇部市 -shi) é uma cidade japonesa localizada na província de Yamaguchi.
Em 2003, a cidade tinha uma população estimada em 172 793 habitantes e uma densidade populacional de 821,10 h/km². Tem uma área total de 210,44 km².
Recebeu o estatuto de cidade a 1 de Novembro de 1921.

## Cidades-irmãs
- Newcastle, Austrália
- Weihai, China